# Zanpakutó
A Zanpakutó (斬魄刀; Hepburn: Zanpakutō; magyar változatban lélekölő kard) a halálistenek és arrancarok fő fegyvere a Bleach című mangában és animében. Képes megvágni a lélektestet, ezért azon kevés eszközök közé tartozik, amelyekkel harcolni lehet a lidércek (hollow) ellen. Minden halálisten visel egy egyedi zanpakutót. Minden lélekvágó kardnak saját neve és személyisége van, ami a viselője lelkének tükröződése. A zanpakutó a halálistennel együtt születik és vele együtt hal meg. Az alakja és képességei szintén a hozzá tartozó halálisten lelkén alapulnak. A zanpakutó a viselője lélekenergiájának kard formában való megszilárdulásakor keletkezik.
Mivel a zanpakutó a halálisten lelkének része, nem helyettesíthető, viszont ha eltörik, a viselőjével együtt lassan képes regenerálódni. A zanpakutónak is van saját érzékelhető lélekenergiája, ami a viselője lélekenergiájától némileg különbözik. Habár nincsen róla kimondott szabály, egy zanpakutót más is használhat a hozzá tartozó halálistenen kívül is.
Egy esetben egy halálisten a nagyobb erő érdekében eggyé tudott válni a zanpakutójával, de az egyesülésnek nem várt következményei lettek. Az illető halálisten vad őrjöngésbe kezdett, ezért örökre el kellett zárni.
A halálisteneken kívül az arrancarok használnak zanpakutót, azonban az ő esetükben az eredeti lidérc-erejük van elzárva a zanpakutóban, amit a resurrección nevű folyamat során szabadíthatnak fel.

## A zanpakutó szelleme
A kard neve egyúttal a kardban lakó szellem neve, ő kölcsönzi a kardnak, ezáltal a viselőjének az erejét. A zanpakutók szellemei változatosak külső megjelenésben és személyiségben, amik tükrözik a viselőjük adottságait. A szellem az adott zanpakutóhoz tartozó halálisten „belső világában” él. Az első kapcsolatfelvétel a halálisten és a zanpakutó szelleme között ezen a helyen történik, általában amíg a halálisten alszik. A belső világba a zanpakutó szelleme később is be tudja vinni a halálistent. Kezdetben a kapcsolat egyoldalú és a halálisten nem is tudja meg a kardja nevét azonnal, mivel még nem hallja a hangját tökéletesen. Ha a halálisten bankai állapotban lép be a belső világába, a zanpakutójának szelleme is változáson megy át: külső megjelenésében, valamint a neve a bankai forma neve lesz. Alapesetben a karddal csak a saját halálistene kommunikálhat, de ha megtestesül, interakcióba léphet bárkivel. Ez két módon lehetséges: ha a halálisten kellő gyakorlás után képes megidézni, vagy ha rákényszerítik őt.
Habár nagyon ritka, lehetséges, hogy egy zanpakutó szelleme két halálistenhez tartozzon. Azonban a Lelkek Világának ősi szabályai ezt nem engedélyezik, ezért ilyen esetben a két személynek meg kell vívnia a zanpakutó tulajdonjogáért egy halálig tartó küzdelemben.

### Tódzsú
A Muramasza által megtestesített, majd a halála után elszabadult zanpakutó szellemek a tódzsúk (刀獣). Ezek az alacsony rangú halálistenek zanpakutójának szelleméből alakultak ki, amint a megtestesülésük után megölték halálistenüket. Alapesetben a zanpakutó a viselőjével együtt hal meg, de ezek a szellemek abnormális módon tovább éltek és egy teljesen új lénnyé változtak. Miután a mesterük meghalt, az üresség érzésétől szenvedtek és vad őrjöngésbe kezdtek. A tódzsúk a zanpakutó-alapú képességeiket teljes erővel képesek használni, mintha folyamatosan a bankai állapotában volnának. Emiatt az eredetileg gyengébb zanpakutókból kialakult tódzsúk is komoly ellenfelet jelentenek. Ezen felül a belső ürességérzetük csillapítására képesek más szellemi lényekkel (például lidércekkel) egybeolvadni és ettől még erősebbé válni. Néhányan folyamatosan keresik mesterüket, míg fel nem emészti őket a vágyódás, de mások felismerték mesterük halálát és élvezik szabadságukat. Mivel megtestesülésük Muramasza erejéből ered, csak korlátozott mennyiségű lélekenergia áll a rendelkezésükre, így amikor az elfogy, visszatérnek az elzárt formájukba.

## Használata
Egy halálisten általában az akadémiai tanulmányai után szerzi meg a zanpakutóját, habár a folyamatnak még nem történt meg a bemutatása. Az egyetlen példát egy zanpakutó megszerzésére Kuroszaki Icsigo szolgáltatja. Ismeretlen, hogy a többi halálisten hasonló módon tesz szert a kardjára vagy ez egy egyedi eset. Az alacsony rangú, vagy még képzés alatt álló halálistenek egy aszaucsi (浅打ち; Hepburn: asauchi) típusú névtelen kardot viselnek.
A zanpakutó használatának művészete a zandzsucu (斬術; Hepburn: zanjutsu). Ez többet jelent, mint a kardforgatásban való jártasság. Mivel a zanpakutók maguk is élnek, a halálistennek el kell érnie, hogy a kardja együttműködjön vele a teljesítmény maximalizálása érdekében. A zanpakutó szelleme viszont meghatározhatja, hogy a viselője érdemes-e az erejének a használatára és ezt általában valamilyen teszttel kell bizonyítania. A zanpakutó-használat elsajátításának első lépése, hogy a halálisten megtudja a kardja nevét. Ettől fogva képesek lesznek kommunikálni egymással, és ahogy fokozatosan megismerik egymást, együtt erősebbé válhatnak.
Mivel a zanpakutók is önálló érző lények, hajlamosak lehetnek a szeszélyességre. A halálistenének a bánásmódja határozza meg a „kedvét”. A kard a kedvétől függően használja a teljes erejét és képességeit.

### Edzés
A dzsinzen (刃禅; Hepburn: jinzen) az egyetlen módszer, hogy megfelelő módon párbeszédet lehessen folytatni a zanpakutóval. Ehhez a halálistennek fel kell vennie egy meditatív pózt és az ölébe kell venni a kardját, majd az elméjét a kardba kell kényszerítenie, vagyis behatolnia a belső világába. Ebben a formában ismerheti meg a zanpakutója erejének valódi természetét. A technikát több ezer éven keresztül dolgozták ki, a Lelkek Világának megalakulása óta. Egyetlen célja, hogy a tulajdonosa beszélni tudjon a kardjával. Ez a fejlett edzéstechnika messze különbözik attól, mikor a képességeket kikényszerítés útján tanulják. Ebben az állapotban a halálistennek harcolnia kell a zanpakutója szellemével, hogy elérhetővé váljanak számára új képességek. A harcra azért van szükség, mert a zanpakutók szellemei nem akarják, hogy a viselőjük megtanulják ezeket a technikákat, ezért a szokottnál agresszívebben lépnek fel. Ez a meditatív állapot olyan mély, hogy a gyakorlóját az elszenvedett sérülések sem zökkentik ki belőle. A belső világában szerzett sérülések a valódi testén is megjelennek.

### A zanpakutók általános képességei
- Lélektemetés: teljes lelkek átküldése a Lelkek világába.[24]
- Lidércek bűneinek eltörlése a legyőzésük által.[25]
- Ha egy halálisten egy ember mellkasát keresztülszúrja a zanpakutóját és azon keresztül átvezeti a lélekenergiáját, ideiglenesen kölcsönadhatja neki halálisteni erejét. Az eljárás sikerének esélyét növeli, ha az embernek magas a lélekenergiája, de még így is kockázatos mivel az ember halálával is végződhet, továbbá szigorúan tilos.[26]

Attól függően, hogy a halálisten milyen mértékben tud kommunikálni a zanpakutója szellemével, vagy vetette őt az uralma alá, a zanpakutó két lépésben tudja kiengedni az erejét. Az első szint neve sikai, a másodiké bankai. Mindkét szint a kard formájának megváltozásával is jár és olyan képességekhez és erőhöz juttatják a viselőjét, ami messze meghaladja az egyszerű kardforgatást. A két szint ereje és formája a zanpakutótól, valamint a viselője erejétől és képzettségétől függ.
A legtöbb halálisten a zanpakutóját elzárt formában hordja magánál és szükség esetén bizonyos parancsokkal tudja előhívni a két szintet. Szabályokhoz kötött, hogy hol és mikor hordhatják magukkal a kardjukat, valamint, hogy hol és mikor használhatják a kardjuk erejének különböző szintjeit.  Ezek a szabályok módosulhatnak például hadiállapot idején, továbbá vannak halálistenek, akiknek állandóan ki van engedve a kardjuk ereje.

### Sikai
A sikai (始解; Hepburn: shikai) a zanpakutó meghatározó képessége.
Ahhoz, hogy egy halálisten elérje, kommunikálnia kell és összhangban kell lennie a zanpakutójával. Miután megtudta a kardja nevét, a sikait bármikor előhívhatja szóbeli paranccsal: ez az egyedi kiengedési parancsból és ezt követően az adott kard nevéből áll (például: „Üvölts, Bestia!”). A parancs a legtöbb esetben egy felszólító módban lévő szó vagy rövid mondat, és általában utalnak az adott kard képességére vagy természetére. Azok a halálistenek, akik már szert tettek a bankaira, képesek a sikait használni a szóbeli parancs kiadása nélkül is.
Miután egy zanpakutó sikaiát előhívták, az megváltoztatja alakját és elérést biztosít az egyedi képességeihez. Az alakja a legtöbb estben valamilyen fegyver formáját ölti, de a sikaik között igen nagy a változatosság, akár még élőlény is lehet. Egy zanpakutónak több különleges képessége is lehetséges, és mindegyiknek saját neve van. Egy képességet lehetséges használni a nevének ismerete nélkül is, de sokkal nagyobb hatékonyság érhető el, ha az illető halálisten ismeri azt, ezen felül egy támadás akkor a leghatásosabb, ha a nevét ki is mondja a használatakor.
Néhány halálistennek nagyobb a lélekenergiája, mint amekkora fölött kontrollt tud gyakorolni. Mivel lélekenergiájukat nem tudják elzárni, ezért az ő zanpakutójuk is folyamatosan sikai formában van. Két ilyen halálisten ismert: Kuroszaki Icsigo és Zaraki Kenpacsi. Mivel a karjuk ereje állandóan ki van engedve, nincs szükségük kiengedési parancsra, de még a kardjuk nevét sem kell feltétlenül tudniuk, habár ez utóbbi hátrányt jelent azokkal szemben, akik ismerik a saját kardjuk nevét.
A sikai elérése az előmenetel feltétele a halálistenek ranglétráján, így feltehetőleg a legtöbb tiszt képes rá.

### Bankai
A bankai (卍解; Hepburn: bankai) a zanpakutó második, egyben végső formája.
Az elérésének feltétele, hogy a halálisten képes legyen megidézni a zanpakutója szellemét az anyagi világban és behódolásra kényszeríteni azt. Ez a folyamat az ellenkezője annak, ami a sikai eléréséhez kell, vagyis amikor a halálisten megy be a belső világába, hogy kommunikáljon a zanpakutója szellemével. Ez legalább tíz évet vesz igénybe. A zanpakutó szellemének megidézésére azonban létezik egy másik módszer is, amit Urahara Kiszuke fejlesztett ki, de csak ő és Kuroszaki Icsigo az egyedüliek, akik ezt a módszert alkalmazták. A módszer lényege, hogy egy bábuval kényszerítő a zanpakutó szelleme, hogy azonnal testet öltsön, ezzel megkerülve az évtizednyi gyakorlást. Ezzel a módszerrel lehetőséget kapnak a bankai elsajátítására, azonban három napnál tovább fenntartani az állapotot veszélyes lehet, és végzetes következményei lehetnek. A bankai megszerzéséhez szükséges időn túl legalább további tíz év szükséges, hogy valaki teljesen elsajátítsa annak használatát.
A bankai előhívásához nem szükséges egyedi kiengedési parancs, de annak használata előtt ki szokták mondani a „bankai” szót, majd a bankai forma nevét. A neve a zanpakutó nevének megváltoztatott formája, általában egy kifejezés hozzáadásával. Az előhívásakor a kard alakja megváltozik, és Kuroszaki Icsigo kardjának kivételével a mérete is mindig sokkal nagyobb lesz. Néhány esetben a kardon kívül a használójának a ruházata is megváltozhat. Ebben az estben maga a ruha is része a bankainak, és annak állapota jelzi a viselője lélekenergia-szintjét.
Bankait használva egy halálisten ereje 5-ször, vagy akár 10-szer nagyobbra nőhet. Előhívásakor a zanpakutó további különleges képességeket tud használni, amelyek általában a sikaiban használható képességek fejlesztett, erősebb változata. Mivel Kuroszaki Icsigo bankaija méretben nem nő, hanem csökken, ő az egyetlen halálisten, aki képes huzamosabb ideig fenntartani azt.
Alapvetően a bankai jelenti az alapkövetelményt a kapitányi rang eléréséhez, a kapitányi vizsga ugyanis annak bizonyításáról szól, hogy az adott halálisten képes-e a bankai előhívására. Ez a szabály azonban megkerülhető abban az esetben, ha az illető nem kapitányi vizsga útján nyeri el a pozíciót, mint például Zaraki Kenpacsi. A Lelkek Világának történetében ő az egyetlen kapitány, aki még a zanpakutója nevét sem ismeri. A bankait csak a legerősebb halálistenek tudják használni. Még a négy nagy nemesi család közt is, akiknek a tagjai mindig kivételesen tehetségesek, csak néhány generációnként akad valaki, aki képes rá. Akik elérték, mindig jelentős szerepet töltenek be a Lelkek Világának történelmében. A kapitányi rangúakon jelenleg kívül három halálistenről ismeretes, hogy szert tettek a bankaira: Kuroszaki Icsigo (helyettes halálisten), Abarai Rendzsi (hadnagy) és Madarame Ikkaku (3. tiszt).

## A zanpakutók formái
A zanpakutók hagyományos japán kardok alakjában vannak elzárva. Méretük és formájuk különböző lehet, de a következő típusok a leggyakoribbak:  
- Katana (刀; Hepburn: katana?): Hétköznapi nevén „szamurájkard”. Enyhén ívelt, vékony, egy-élű kard, kerek vagy szögletes keresztvassal és elég hosszú markolattal, hogy két kézzel is lehessen használni. Hossza kb. 60 cm.
- Vakizasi (脇差; Hepburn: wakizashi?): Rövid kard vagy tőr. Átlagos hossza 40–45 cm. Kialakítása hasonló a katanához.
- Daisó (大小; Hepburn: daishō?): A katana és a vakizasi párosa.
- Nodacsi (野太刀; Hepburn: nodachi?): A katanánál lényegesen nagyobb és nehezebb kétkezes kard. A használata nehéz, viszont nagyobb erő fejthető ki vele, mint a katanával.

A kard nagysága a viselője lélekenergiájának nagyságától függ, azonban a kapitányi szintű halálistenek képesek kontrollálni a kardjuk méretét. Mivel a zanpakutó a halálisten lelkének egy darabja, jóformán erőfeszítés nélkül használja a kardját, függetlenül annak formájától vagy méretétől.
A zanpakutókon módosításokat is végre lehet hajtani. Ezeknek az esztétikai szempontok mellett gyakorlati haszna is lehet. Továbbá a zanpakutókat álcázni is lehet egy használati tárgy formájában, erre példa Jamamoto Genrjúszai Sigekuni és Urahara Kiszuke kardjai. A zanpakutó automatikusan visszatér elzárt alakjába, ha a viselője elveszti eszméletét.

## Típusai
A zanpakutóknak több típusa ismeretes, habár besorolásuk nem hivatalos és néhányat megtévesztésből más típusúnak is beállíthatnak. Az elsődleges besorolási szempont, hogy az adott kardnak közelharcban használatos, vagy valamilyen mágikus (kidó) képessége van. A mágikus típusúakat általában be lehet sorolni egy-egy elemi erő szerint is, amit használ (például: tűz-, jég-típusú, stb.). Ismertek még további altípusok is: a folyamatosan kiengedett kardok és az ikerpengés kardok.

## Az ismert zanpakutók listája
| Viselő neve                  | Kiengedési parancs                                                                                               | Sikai                             | Bankai                                            |
| ---------------------------- | --- | --------------------------------- | ------------------------------------------------- |
| Jamamoto Genrjúszai Sigekuni | Bansó isszai kaidzsin to nasze (万象一切灰燼と為せ)                                                              | Rjúdzsin Dzsakka (流刃若火)       | Zanka no Tacsi (残火の太刀)                       |
| Jamamoto Genrjúszai Sigekuni | Hamvaszd izzó zsarátnokká a világmindenséget, pusztíts                                                           | Lángzugatag                       | n.a.                                              |
| Szaszakibe Csódzsiró Tadaoki | Ugate (穿て) | Gonrjómaru (厳霊丸)               | Kókó Gonrjó Rikjú (黄煌厳霊離宮)                  |
| Szaszakibe Csódzsiró Tadaoki | Döfd le | Könyörtelen                       | n.a.                                              |
| Szoi Fon                     | Dzsinteki sakuszecu (尽敵螫殺)                                                                                   | Szuzumebacsi (雀蜂)               | Dzsakuhó Raikóben (雀蜂雷公鞭)                    |
| Szoi Fon                     | Döfd belé a fullánkodat                                                                                          | Gyilkos darázs                    | n.a.                                              |
| Oomaeda Marecsijo            | Buccubusze (打っ潰せ)                                                                                            | Gegecuburi (五形頭)               | –                                                 |
| Oomaeda Marecsijo            | Zúzd össze | Ötszögfejű                        | –                                                 |
| Otoribasi Ródzsúró           | Kanadero (奏でろ)                                                                                                | Kinsara (金沙羅)                  | n.a.                                              |
| Otoribasi Ródzsúró           | n.a. | n.a.                              | n.a.                                              |
| Icsimaru Gin                 | Ikorosze (射殺せ)                                                                                                | Sinszó (神鎗)                     | Kamisini no Jari (神殺鎗)                         |
| Icsimaru Gin                 | Gyilkolj | Szent kard                        | n.a.                                              |
| Kira Izuru                   | Omote o agero (面を上げろ)                                                                                       | Vabiszuke (侘助)                  | –                                                 |
| Kira Izuru                   | Görnyedj hétrét                                                                                                  | Nyomorult                         | –                                                 |
| Togakusi Rikú                | Makite nobore ( 巻きて昇れ)                                                                                      | Sundzsin (春塵)                   | –                                                 |
| Togakusi Rikú                | n.a. | n.a.                              | –                                                 |
| Gori Takecuna                | Fukinarasze (吹鳴らせ)                                                                                           | Mogaribue (虎落笛)                | –                                                 |
| Gori Takecuna                | n.a. | n.a.                              | –                                                 |
| Katakura Aszuka              | Ucsikesze (打消せ)                                                                                               | Katakage (片陰)                   | –                                                 |
| Katakura Aszuka              | n.a. | n.a.                              | –                                                 |
| Unohana Recu                 | n.a. | Minazuki (肉雫唼)                 | n.a.                                              |
| Unohana Recu                 | n.a. | Húsnyelő                          | n.a.                                              |
| Kotecu Iszane                | Hasire (奔れ) | Itegumo (凍雲)                    | –                                                 |
| Kotecu Iszane                | Rohanj | Jégfelhő                          | –                                                 |
| Jamada Hanataró              | Mitasze (満たせ)                                                                                                 | (Akeiro) Hiszagomaru ((朱色)瓠丸) | –                                                 |
| Jamada Hanataró              | Töltődj | Tisztaság fiolája                 | –                                                 |
| Hirako Sindzsi               | Taorero (倒れろ)                                                                                                 | Szakanade (逆撫)                  | n.a.                                              |
| Hirako Sindzsi               | n.a. | n.a.                              | n.a.                                              |
| Aizen Szószuke               | Kudakero (砕けろ)                                                                                                | Kjóka Szuigecu (鏡花水月)         | n.a.                                              |
| Aizen Szószuke               | Törj össze | Tükörholdvirág                    | n.a.                                              |
| Hinamori Momo                | Hadzsike (弾け)                                                                                                  | Tobiume (飛梅)                    | –                                                 |
| Hinamori Momo                | Robbanj | Tűzszilva                         | –                                                 |
| Kucsiki Bjakuja              | Csire (散れ) | Szenbonzakura (千本桜)            | Szenbonzakura Kagejosi (千本桜景厳)               |
| Kucsiki Bjakuja              | Hullj le | Ezer virágszirom                  | Ezer ragyogó virágszirom                          |
| Abarai Rendzsi               | Hoero (咆えろ)                                                                                                   | Zabimaru (蛇尾丸)                 | Hihió Zabimaru (狒狒王蛇尾丸)                     |
| Abarai Rendzsi               | Üvölts | Bestia                            | Kígyófejű bestia                                  |
| Aikava Love                  | Ucsikudake (打ち砕け)                                                                                            | Tengumaru (天狗丸)                | n.a.                                              |
| Aikava Love                  | n.a. | n.a.                              | n.a.                                              |
| Komamura Szadzsin            | Todoroke (轟け)                                                                                                  | Tenken (天譴)                     | Kokudzsó Tengen Myóó (黒縄天譴明王)               |
| Komamura Szadzsin            | n.a. | Szent bosszú                      | Szent bosszú királya                              |
| Ikkanzaka Dzsiróbó           | Habatakinaszai (羽搏きなさい)                                                                                    | Cunzakigaraszu (劈烏)             | –                                                 |
| Ikkanzaka Dzsiróbó           | Szárnyalj szabadon                                                                                               | Hasító holló                      | –                                                 |
| Kjóraku Sunszui              | Hana kaze midarete, kasin naki, tenpú midarete, tenma varau (花風紊れて花神啼き天風紊れて天魔嗤う)               | Katen Kjókocu (花天狂骨)          | n.a.                                              |
| Kjóraku Sunszui              | A virágförgetegben sírnak az istenek, ha tombol a vihar démonok nevetnek                                         | Égvirág démona                    | n.a.                                              |
| Jadómaru Lisza               | Cubuse (潰せ) | Haguro Tonbo (鉄漿蜻蛉)           | –                                                 |
| Jadómaru Lisza               | n.a. | n.a.                              | –                                                 |
| Endzsódzsi Tacufusza         | Ranbuszejo (乱舞せよ)                                                                                            | Hózan (崩山)                      | –                                                 |
| Endzsódzsi Tacufusza         | n.a. | n.a.                              | –                                                 |
| Muguruma Kenszei             | Futtobasze (吹っ飛ばせ)                                                                                          | Tacsikaze (断地風)                | Tekken Tacsikaze (鐡拳・断風)                     |
| Muguruma Kenszei             | n.a. | n.a.                              | n.a.                                              |
| Tószen Kaname                | Nake (鳴け) | Szuzumusi (清虫)                  | Szuzumusi Cuisiki: Enma Kórogi (清虫終式閻魔蟋蟀) |
| Tószen Kaname                | Pendülj | Acélszárny                        | Acélszárny végső fokozat: Pokolkaptár             |
| Hiszagi Súhei                | Kare (刈れ) | Kazesini (風死)                   | –                                                 |
| Hiszagi Súhei                | n.a. | n.a.                              | –                                                 |
| Hicugaja Tósiró              | Szóten ni zasze (霜天に坐せ)                                                                                     | Hjórinmaru (氷輪丸)               | Daiguren Hjórinmaru (大紅蓮 氷輪丸)               |
| Hicugaja Tósiró              | Urald a fagyos égboltot                                                                                          | Jégförgeteg                       | Tomboló jégförgeteg                               |
| Macumoto Rangiku             | Unare (唸れ) | Haineko (灰猫)                    | –                                                 |
| Macumoto Rangiku             | Mordulj | Szürke macska                     | –                                                 |
| Zaraki Kenpacsi              | | Nozorasi (manga)                  | –                                                 |
| Madarame Ikkaku              | Nobiro (延びろ)                                                                                                  | Hózukimaru (鬼灯丸)               | Rjúmon Hózukimaru (龍紋鬼灯丸)                    |
| Madarame Ikkaku              | Lobbanj fel | Démonláng                         | Sárkánycímeres démonláng                          |
| Ajaszegava Jumicsika         | Szakikurue (裂き狂え)                                                                                            | Ruriiro Kudzsaku (瑠璃色孔雀)     | –                                                 |
| Ajaszegava Jumicsika         | Szárnyalj | Ezüst páva                        | –                                                 |
| Szarugaki Hijori             | Bucutegire (ぶっ手切れ)                                                                                          | Kubikiri Orocsi (馘大蛇)          | –                                                 |
| Szarugaki Hijori             | n.a. | n.a.                              | –                                                 |
| Urahara Kiszuke              | Okiro (起きろ)                                                                                                   | Benihime (紅姫)                   | n.a.                                              |
| Urahara Kiszuke              | Ébredj | Hercegnő                          | n.a.                                              |
| Kurocucsi Majuri             | Kakimusire (掻き毟れ)                                                                                            | Asiszogi Dzsizó (疋殺地蔵)        | Kondzsiki Asiszogi Dzsizó (金色疋殺地蔵)          |
| Kurocucsi Majuri             | Mereszd a karmod                                                                                                 | Aranyfejű démon                   | Mennyei arany démonlárva                          |
| Ukitake Dzsúsiró             | Nami kotogotoku vaga tate to nare, ikazucsi kotogotoku vaga jaiba to nare (波悉く我が盾となれ雷悉く我が刃となれ) | Szógjo no Kotovari (双魚理)       | n.a.                                              |
| Ukitake Dzsúsiró             | A tenger minden hulláma legyen az én pajzsom, az ég minden villáma legyen az én kardom                           | Ikerhalak parancsa                | n.a.                                              |
| Siba Kaien                   | Szuiten szakamake (水天逆巻け)                                                                                   | Nedzsibana (捩花)                 | –                                                 |
| Siba Kaien                   | Korbácsold a hullámokat                                                                                          | Tengervirág                       | –                                                 |
| Kucsiki Rukia                | Mae (舞え) | Szode no Sirajuki (袖白雪)        | –                                                 |
| Kucsiki Rukia                | Táncolj | Kristályhó leple                  | –                                                 |
| Kurumadani Zennoszuke        | Ohajó (おはよう)                                                                                                 | Cucsinamazu (土鯰)                | –                                                 |
| Kurumadani Zennoszuke        | n.a. | n.a.                              | –                                                 |
| Kuroszaki Issin              | n.a. | Engecu (剡月)                     | n.a.                                              |
| Kuroszaki Issin              | n.a. | n.a.                              | n.a.                                              |
| Kuroszaki Icsigo             | – | Zangecu (斬月)                    | Tensza Zangecu (天鎖斬月)                         |
| Kuroszaki Icsigo             | – | Holdpenge                         | Megláncolt Hold                                   |
| Csak az animében szereplő    | |                                   |                                                   |
| Amagai Súszuke               | Tacsikire (断ち切れ)                                                                                             | Raika (雷火)                      | Raika Góen Kaku (雷火 豪炎殻)                     |
| Amagai Súszuke               | n.a. | n.a.                              | n.a.                                              |
| Kibune Makoto                | Are kurue (荒れ狂え)                                                                                             | Reppú (烈風)                      | –                                                 |
| Kibune Makoto                | n.a. | n.a.                              | –                                                 |
| Kucsiki Kóga                 | Szaszajake (囁け)                                                                                                | Muramasza (村正)                  | –                                                 |
| Kucsiki Kóga                 | n.a. | n.a.                              | –                                                 |
| Icsinosze Maki               | Kóka hirameke (光華閃け)                                                                                         | Nidzsigaszumi (虹霞)              | –                                                 |
| Icsinosze Maki               | Ragyogj be mindent                                                                                               | Szivárványköd                     | –                                                 |
| Kenzaki Rjúszei              | Szakimidarejo (咲き乱れよ)                                                                                       | Benisidare (紅枝垂)               | –                                                 |
| Kenzaki Rjúszei              | n.a. | n.a.                              | –                                                 |
| Enkógava Ruzaburó            | Jurasze (揺らせ)                                                                                                 | Daicsimaru (だいちまる)           | –                                                 |
| Enkógava Ruzaburó            | n.a. | n.a.                              | –                                                 |
| n.a.                         | n.a. | Narunoszuke (鳴之助)              | –                                                 |
| n.a.                         | n.a. | n.a.                              | –                                                 |
| n.a.                         | n.a. | Kirikaze (霧風)                   | –                                                 |
| n.a.                         | n.a. | n.a.                              | –                                                 |
| Jusima Óko                   | Tagire (滾れ) | Szumicukigasza (墨月暈)           | –                                                 |
| Jusima Óko                   | n.a. | n.a.                              | –                                                 |
| Kudzsó Nozomi                | Furisikire (降りしきれ)                                                                                          | Arazome Sigure (退紅時雨)         | –                                                 |
| Kudzsó Nozomi                | n.a. | n.a.                              | –                                                 |
| Inaba Kageróza               | Kurue (狂え) | Raikú (來空)                      | –                                                 |
| Inaba Kageróza               | n.a. | n.a.                              | –                                                 |
| Csak mozifilmben szereplő    | |                                   |                                                   |
| Szenna                       | Jújami ni izanae (夕闇に誘え)                                                                                    | Mirokumaru (弥勒丸)               | –                                                 |
| Szenna                       | Szálljon le az alkonyat                                                                                          | Megváltó                          | –                                                 |
| Kuszaka Szódzsiró            | Szóten ni zasze (霜天に坐せ)                                                                                     | Hjórinmaru (氷輪丸)               | –                                                 |
| Kuszaka Szódzsiró            | n.a. | n.a.                              | –                                                 |
| Csak videójátékban szereplő  | |                                   |                                                   |
| Kudó Macuri                  | Tacsiharae (断ち払え)                                                                                            | Kotómaru (虎淘丸)                 | Rjúkjú Kotómaru (竜糾虎淘丸)                      |
| Kudó Macuri                  | n.a. | n.a.                              | n.a.                                              |
| Kudó Fudzsimaru              | Hirameke (閃け)                                                                                                  | Rjúdzsómaru (竜条丸)              | Kokjú Rjúdzsómaru (虎糾竜条丸)                    |
| Kudó Fudzsimaru              | n.a. | n.a.                              | n.a.                                              |
| Szunazami Szeigen            | Ucsiszuero (打ち据えろ)                                                                                          | Siden (紫電)                      | n.a.                                              |
| Szunazami Szeigen            | n.a. | n.a.                              | n.a.                                              |